# Kunsthalle Bern
Kunsthalle Bern är en konsthall i Bern i Schweiz.
Kunsthalle Bern uppfördes 1917–1918 av Verein der Kunsthalle Bern och öppnades den 5 oktober 1918. Den har sedan dess framför allt haft utställningar av samtida konst, som de av Paul Klee, Christo, Alberto Giacometti, Henry Moore, Jasper Johns, Sol LeWitt, Bruce Nauman och Daniel Buren. En annan känd utställning var Harald Szeemanns temautställning Live In Your Head: When Attitudes Become Form 1969.
Vid konsthallens 50-årsjubileum i juli 1968 blev konsthallsbyggnaden den första byggnad som helt paketerades in av Christo och Jeanne-Claude.

## Chefer i urval
- 1961–1969     Harald Szeemann[4]
- 1982–1985    Jean-Hubert Martin